# Johnny Leach
Pour les articles homonymes, voir Leach.
Johnny Leach, né le 20 novembre 1922 et mort le 5 juin 2014, est un champion de tennis de table britannique.

## Carrière
Il remporte le titre de champion du monde en 1949 à Stockholm et en 1951 à Wieden. Il a été finaliste en double messieurs à trois reprises : en 1947 avec Jack Carrington, et en 1952 et 1953 associé avec Richard Bergmann.
Johnny Leach est élu au Temple de la renommée du tennis de table en 1997.